# DR Ultra
DR Ultra er DR's public service-kanal til de 9-14-årige. Kanalen startede den 4. marts 2013. I januar 2020 overgik kanalen fra at være en flow-kanal til udelukkende at være tilgængelig på DRs online streamingportal DRTV ligesom DR3.
Programmet Ultra Nyt er kanalens daglige nyhedsudsendelse med nyheder formidlet specielt til børn, med Inge Thorup og Jonas Madsen som værter. Derudover har kanalen sendt programmer som Kvit eller dobbelt, der er en børneudgave af Kvit eller dobbelt, der i flere omgange er blevet vist på DR siden 1950'erne. Gepetto News bliver også sendt her, dog er det meget sjældent og kun den 3. sæson.
I 2020 skabte programmet Ultra smider tøjet internationale overskrifter for at vise nøgne voksne for børn.

## Kanalens fremtid
I 2015 skrev DR's generaldirektør, Maria Rørbye Rønn, en kronik, hvoraf det fremgår, at de 7-12-årige bruger tre gange så lang tid på at se Disney Channel, YouTube og Netflix, som de bruger på at se DR Ultra. Som følge af DR's besparelser, som blev vedtaget i 2018, lukkede DR Ultras flowkanal i 2020. DR Ultra fortsætter dog som online kanal på DR's streamningtjeneste DRTV Desuden justeres målgruppen fra de 7-12-årige til de 9-14-årige.

## Programmer
- Thunderbirds Are Go!
- Freaktown
- Mission: Eftersidning
- Wild Kratts
- Ultra Nyt
- I'm a Creepy Crawly
- Alvin og de frække jordegern
- Phineas og Ferb
- SvampeBob Firkant